# كريت سينيسي
جزيرة كريت سينيسي، تشير إلى منطقة في إقليم توسكانا الإيطالية الواقعة جنوب سيينا مباشرة. وهي تتألف من مجموعة من التلال والغابات بين القرى وتتضمن كومونا من فياسيانو، بونكونفينتو، مونتيروني داربيا، رابولانو تيرمي وسان جيوفاني دي أسو، كل ذلك ضمن محافظة سيينا. تحدها من الشمال منطقة شيانتي سينيز، ومن الشرق فالديتشيانا ومن الجنوب الغربي فال دوروسيا. وبالقرب منها توجد المنطقة شبه القاحلة المعروفة بصحراء أكونا.
كريت سينيسي هي حرفياً «طين سيينا»: اللون الرمادي المميز للتربة يعطي المنظر الطبيعي مظهرًا يوصف غالبًا بأنه قمري. هذا الطين المميز، المعروف باسم ماتايون، يمثل رواسب العصر البليوسيني الذي غطى المنطقة بين 2.5 و4.5 مليون سنة مضت. تتميز المناظر الطبيعية بتلال قاحلة ومتموجة بلطف، وأشجار البلوط وأشجار السرو المنعزلة، ومزارع معزولة في أعلى المرتفعات، وإمتدادات من الأخشاب وبرك مياة الأمطار (يشار إليها عادة باسم فونتوني، حرفيا «الينابيع الكبيرة») في الوديان . الأراضي الوعرة والبيانكان هي تشكيلات نموذجية للأرض.

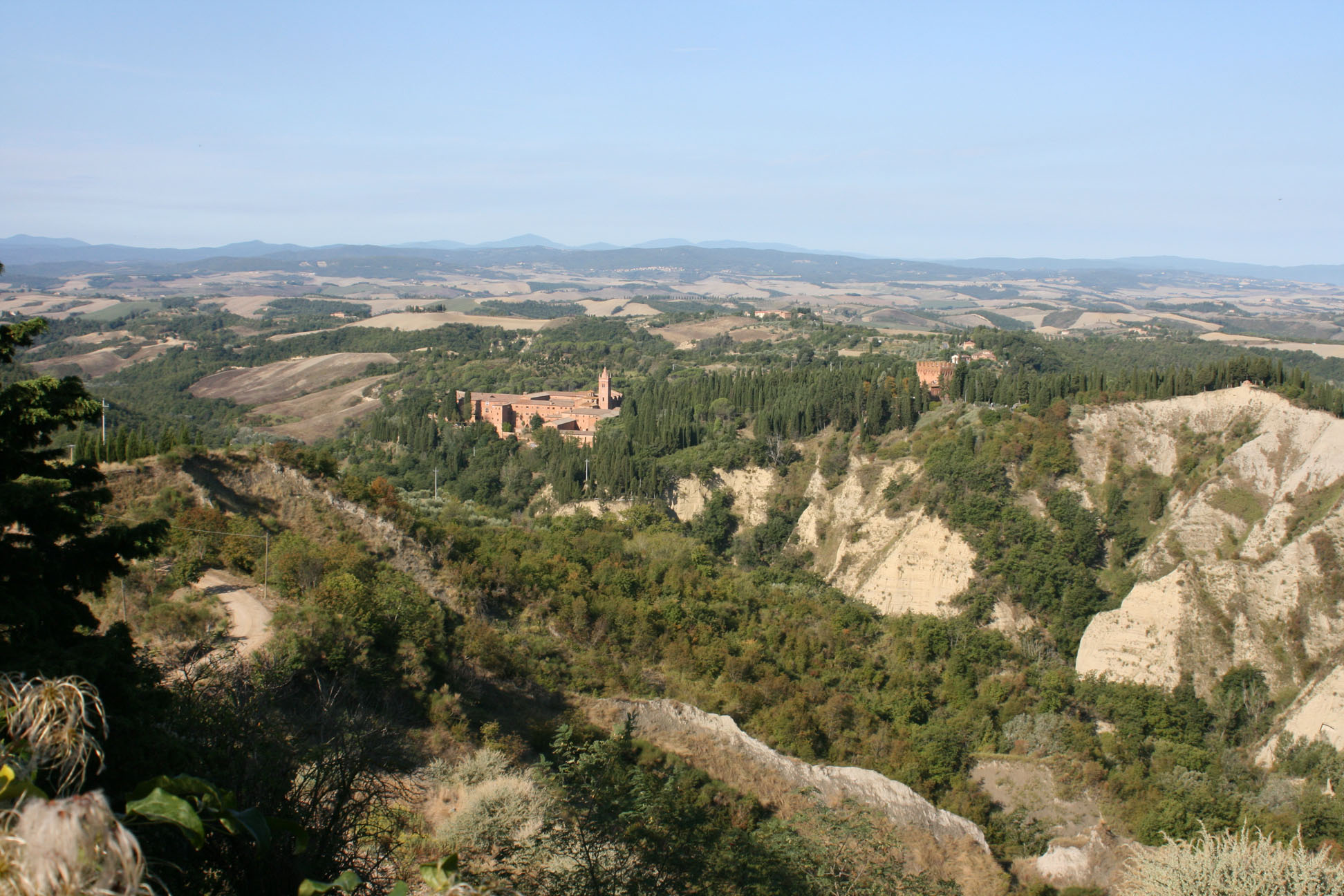
يقع دير Monte Oliveto Maggiore في التلال.

ولعل أبرز صرح في هذه المنطقة هو دير مونتي أوليفيتو ماجوري الذي يقع على بعد 10كم من جنوب أسيانو.
تشتهر المنطقة بإنتاج الكمأ الأبيض، وتستضيف مهرجانًا ومتحفًا مخصصًا للفطر النادر (جنس الدرنة).

## معرض الصور

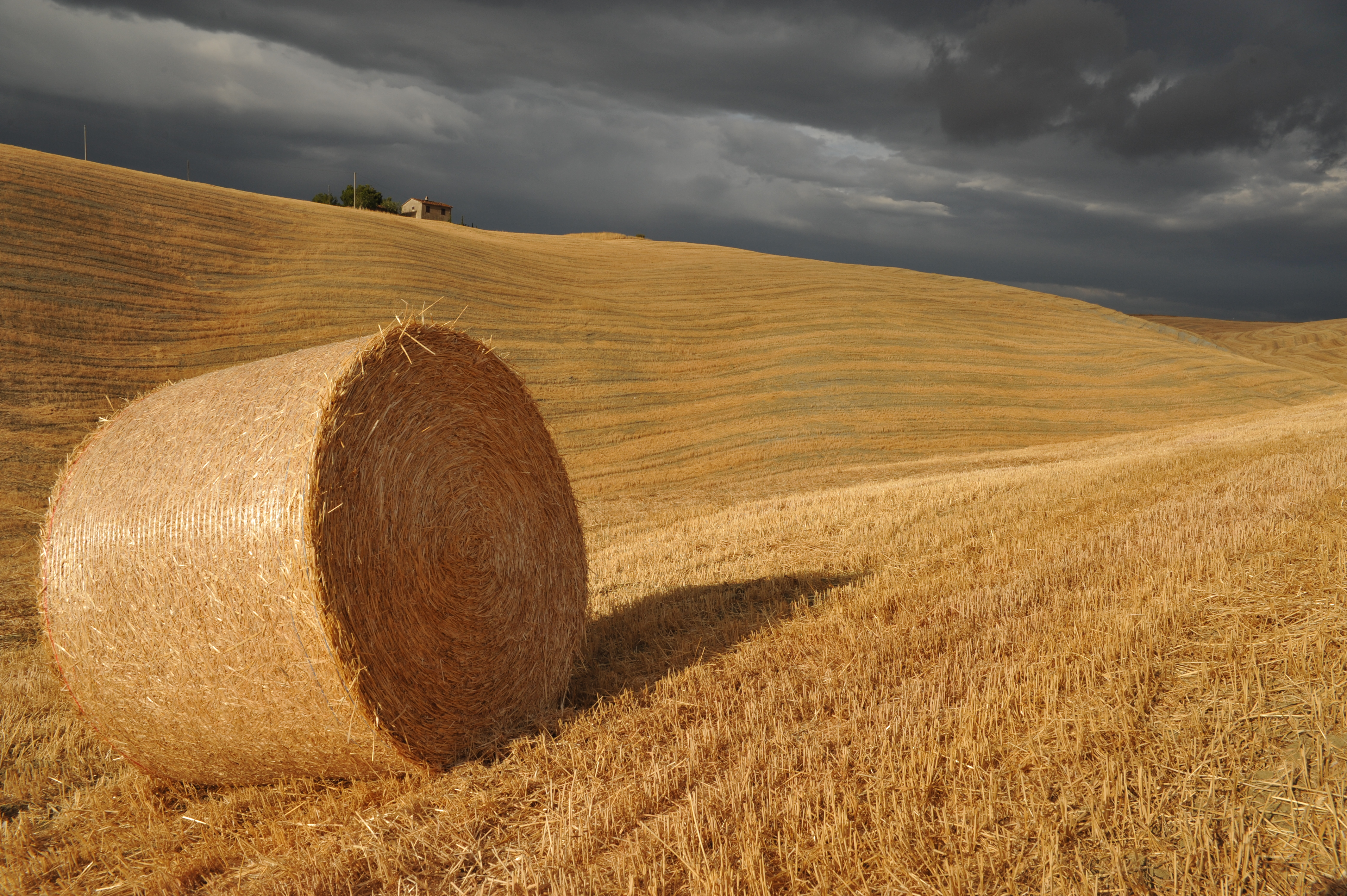
تزرع محاصيل الحبوب بمساعدة الري
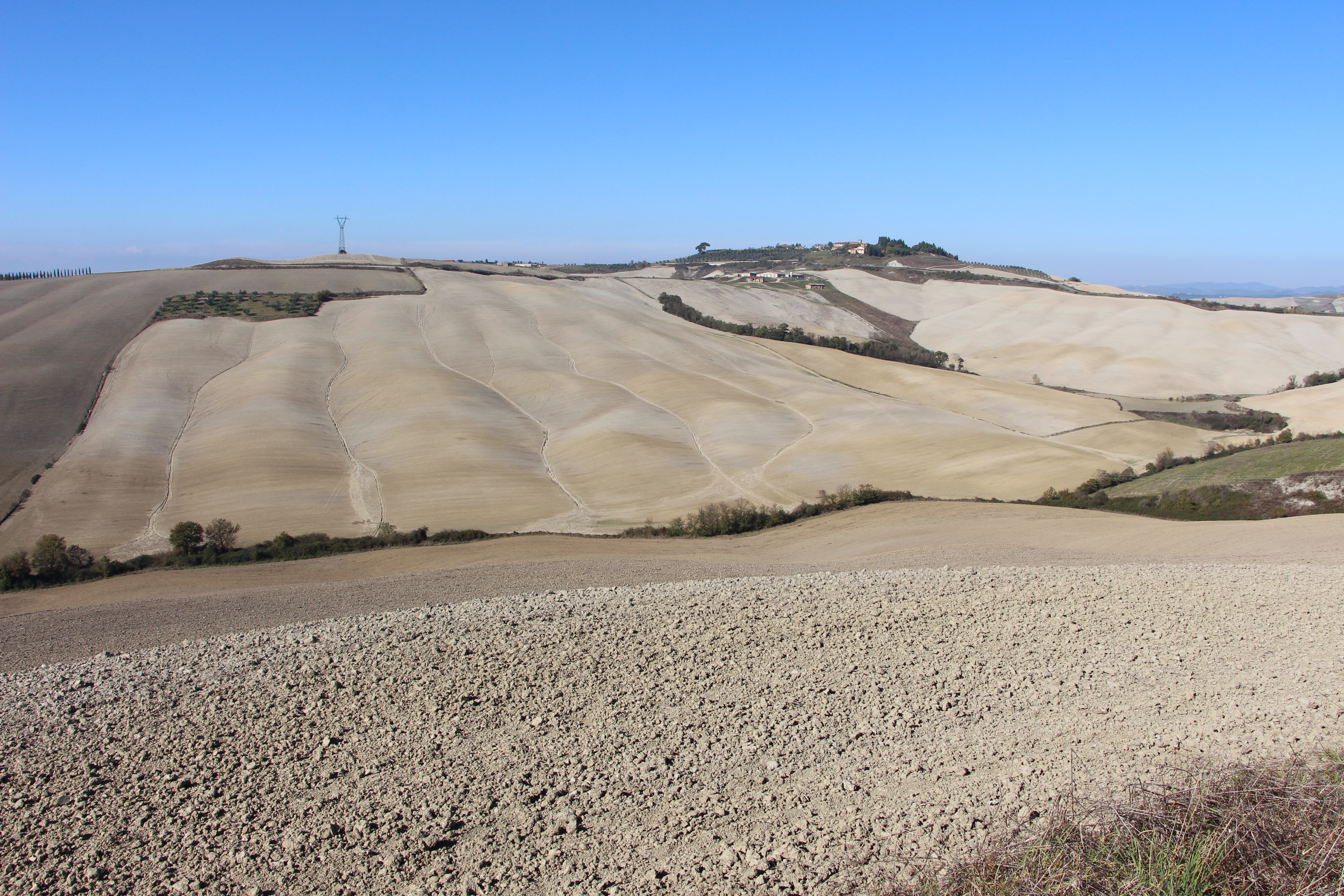
جزيرة كريت سينيسي في منطقة أسيانو
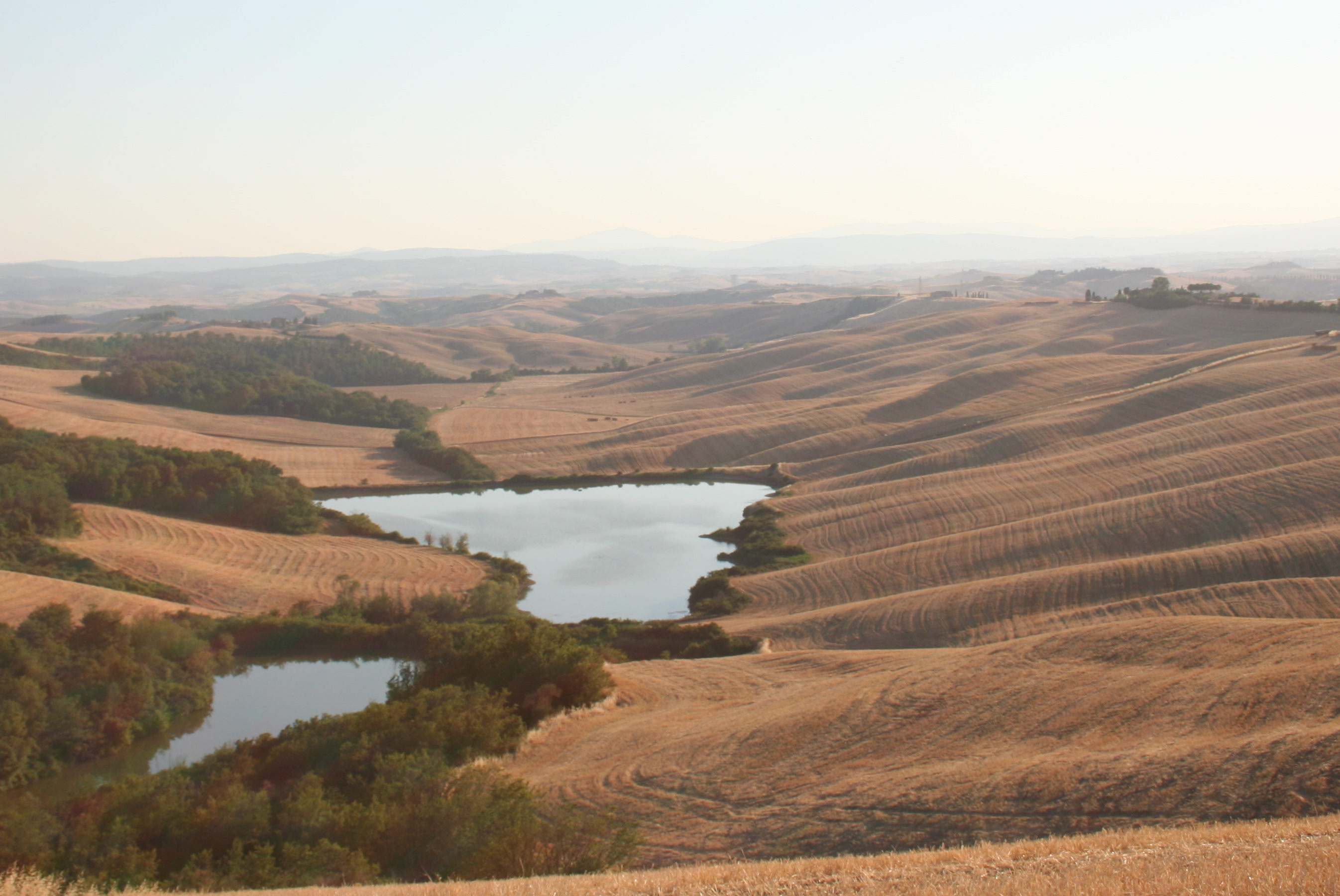
بانوراما مع فونتوني
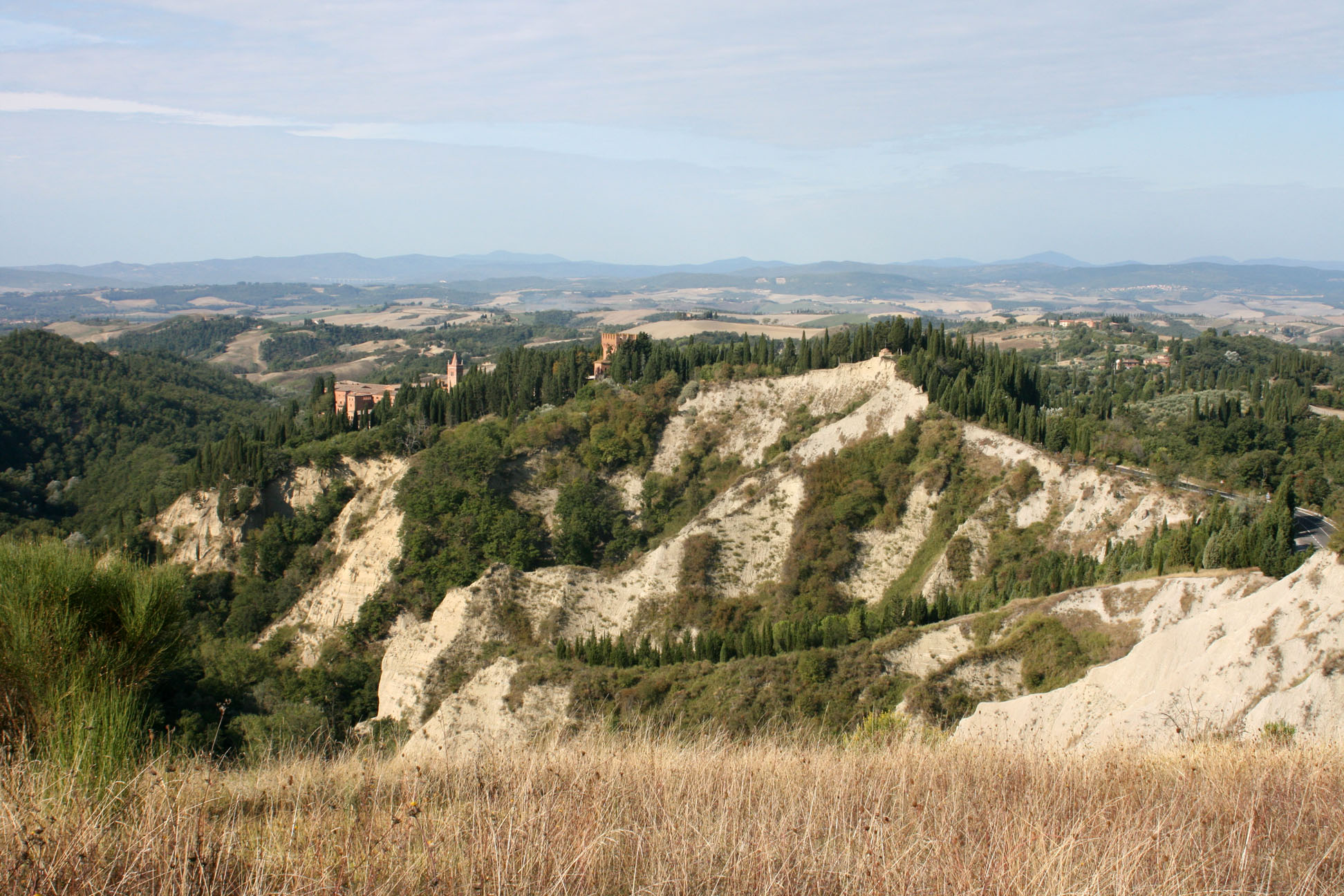
الأراضي الوعرة بصحراء أكونا
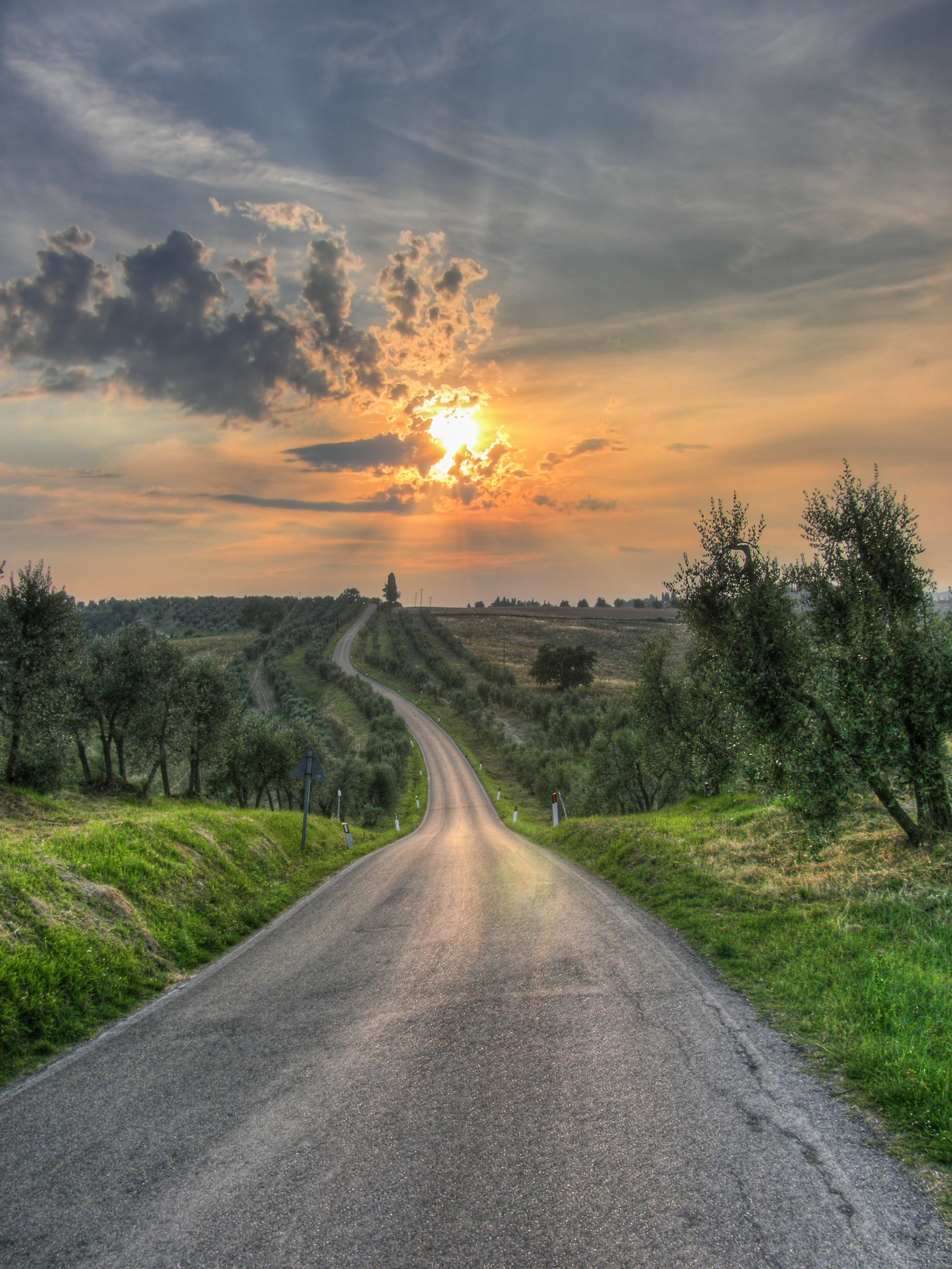
غروب الشمس في سالتافابرو, أسيانو

## روابط خارجية
- الموقع الرسمي
- Terre di Siena: جزيرة كريت سينيسي
- مقاطع فيديو لجزيرة كريت سينيسي
- المناظر الطبيعية في جزيرة كريت سينيسي